# Festiwal Filmowy Watch Docs
Międzynarodowy Festiwal Filmowy WATCH DOCS. Prawa człowieka w filmie – festiwal filmowy poświęcony filmom dokumentalnym o prawach człowieka, odbywający się w pierwszej połowie grudnia w Warszawie w Kinotece PKiN, kinie „Muranów” i – od 2024 roku – KINOMUZEUM w Muzeum Sztuki Nowoczesnej. Jeden z najstarszych festiwali filmowych o prawach człowieka na świecie.

## Informacje o Festiwalu
Organizatorem festiwalu jest Helsińska Fundacja Praw Człowieka.
Poza corocznym Międzynarodowym Festiwalem Filmowym w Warszawie Festiwal obejmuje także Objazdowy Festiwal Filmowy WATCH DOCS, którego seanse gromadzą w całej Polsce 80 000 widzów rocznie.

## Konkursy
W ramach festiwalu odbywają się konkursy – Konkurs Główny, Nowe Filmy Polskie, Zielony Konkurs i Konkurs Publiczności. W części pozakonkursowej program festiwalu obejmuje sekcje stałe i retrospektywy tematyczne.
W jury Festiwalu zasiadali między innymi: Roman Gutek, Marcel Łoziński, Oleg Orlov, Grzegorz Pacek, Jean-Pierre Rehm, Andrzej Rzepliński, Jacek Dehnel, Tomasz Kolankiewicz, Elwira Niewiera, Kuba Mikurda.

### Nagrody przyznawane na festiwalu
- Nagroda im. Marka Nowickiego za wybitne osiągnięcia w ukazywaniu praw człowieka w filmie
- Nagroda WATCH DOCS – Konkurs Główny
- Nagroda w Konkursie Nowe Filmy Polskie
- Nagroda Zielonego Psa – Zielony Konkurs
- Nagroda Publiczności

#### Laureaci nagrody im.Marka Nowickiego
1. 2003 – Kim Longinotto
2. 2004 – Fabrizio Lazzaretti
3. 2005 – Maciej Drygas
4. 2006 – Marcel Łoziński
5. 2007 – Rithy Panh
6. 2008 – Errol Morris
7. 2009 – Wiktor Daszuk
8. 2010 – Frederick Wiseman
9. 2011 – Zhao Liang
10. 2012 – Jafar Panahi
11. 2013 – Maria Ramos
12. 2014 – Joe Berlinger
13. 2015 – Nick Broomfield
14. 2016 – Nima Sarvestani
15. 2017 – Thierry Michel
16. 2018 – Dieudo Hamadi
17. 2019 – Field of Vision
18. 2020 – Kazuhiro Soda
19. 2021 – Jean-Gabriel Périot
20. 2022 – Patricio Guzmán
21. 2023 – Nikolaus Geyrhalter
22. 2024 – Ramona S. Diaz

#### Laureaci Nagrody WATCH DOCS w Konkursie Głównym
1. 2006 – Niech pomszczę choć jedno z mych oczu, reż. Avi Mograbi / Chodząc po linie, reż. Petr Lom
2. 2007 – Zwycięzcy i przegrani, reż. Ulrika Franke i Michael Loeken
3. 2008 – Bądź grzeczny, reż. Maria Augusta Ramos
4. 2009 – Nowi, reż. Claudine Bories i Patrice Chagnard (wyróżnienie Tybet w pieśni, reż. Ngawang Choephel)
5. 2010 – Karawana kobiet, reż. Nathalie Borgers
6. 2011 – Lot specjalny, reż. Fernand Melgar
7. 2012 – Anton tu obok, reż. Ljubow Arkus
8. 2013 – Za kratami nie nosimy burek, reż. Nima Sarvestiani
9. 2014 – Rich Hill, reż. Andrew Droz Palermo i Tracy Droz Trago
10. 2015 – Behemot, reż. Zhao Liang / Syryjska love story, reż. Sean McAllister
11. 2016 – A 157, reż. Behrouz Nooranipour
12. 2017 – Jeszcze jutro, reż. Jian Fan
13. 2018 – O ojcach i synach, reż. Talal Derki
14. 2019 – Nocna rodzinka, reż. Luke Lorentzen
15. 2020 – Pewnego razu w Wenezueli, reż. Anabel Rodríguez Ríos
16. 2021 – Płynąc do Kinszasy, reż. Dieudo Hamadi
17. 2022 – Syndrom Hamleta, reż. Elwira Niewiera i Piotr Rosołowski
18. 2023 – 20 dni w Mariupolu, reż. Mstysław Czernow
19. 2024 – Przechwycone, reż. Oksana Karpowycz

#### Laureaci nagrody publiczności
1. 2005 – Dzieci z Leningradzkiego, reż. Hanna Polak i Andrzej Celiński
2. 2006 – Walki uliczne, reż. Marshall Curry
3. 2007 – Most nad Wadi, reż. Barak Heymann i Tomer Heymann
4. 2008 – Latawce, reż. Beata Dzianowicz
5. 2009 – Tybet w pieśni, reż. Ngawang Choephel

## Historia Festiwalu
- 2001 – w grudniu w Warszawie po raz pierwszy odbył się Międzynarodowy Festiwal Filmowy „Prawa Człowieka w Filmie”
- 2003 – powstał festiwal objazdowy, który po grudniowym międzynarodowym festiwalu w Warszawie odwiedził 6 polskich miast oraz Osz w Kirgistanie (w 2009 roku festiwal objazdowy odwiedzi 30 miast)
- 2003 – po raz pierwszy przyznana została przez Helsińską Fundację Praw Człowieka nagroda festiwalu dla reżysera-dokumentalisty za wybitne osiągnięcia w ukazywaniu praw człowieka w filmie (od 2006 roku nagroda ta nosi imię Marka Nowickiego, współzałożyciela i wieloletniego Prezesa Fundacji); otrzymała ją Kim Longinotto
- 2004 – 18 kwietnia w Pradze festiwal został członkiem założycielem Human Rights Film Network[1] – światowej platformy współpracy festiwali filmów o prawach człowieka
- 2004 – festiwal w Warszawie po raz pierwszy odbywał się nie tylko na terenie Centrum Sztuki Współczesnej Zamek Ujazdowski – dzięki organizacji imprezy łącznie w sześciu salach kinowych liczba widzów po raz pierwszy przekroczyła 10 000
- 2005 – na festiwalu w Warszawie publiczność po raz pierwszy przyznała w głosowaniu swoją nagrodę dla najlepszego filmu, otrzymał ją film „Dzieci z Leningradzkiego” w reżyserii Hanny Polak i Andrzeja Celińskiego
- 2005 – od 2005 roku warszawski festiwal wraz z praskim festiwalem One World pomagają w organizacji kijowskiego festiwalu filmów o prawach człowieka docudays.ua, obecnie jednego z największych takich festiwali Europie
- 2006 – festiwal w nowej, konkursowej formule (dwa konkursy: filmów pełnometrażowych i krótkich), przyjął nazwę WATCH DOCS. Prawa Człowieka w Filmie; zaprezentowanych zostało ponad 100 filmów
- 2007 – w ramach festiwalu objazdowego WATCH DOCS. Prawa Człowieka w Filmie powstał pierwszy litewski festiwal filmów o prawach człowieka: Ad Hoc. Inconvenient Films; obecnie niezależna impreza, nadal organizowana we współpracy z WATCH DOCS i jedno z największych wydarzeń społeczno-kulturalnych na Litwie
- 2008 – festiwalowi w Warszawie towarzyszyła kampania „Prawa człowieka są ważne”, której projekt graficzny wygrał prestiżowy konkurs Sappi Ideas That Matter
- 2015 – pierwsza edycja jedynego w Białorusi festiwalu filmowego poświęconego prawom człowieka: WATCH DOCS Białoruś
- 2015 – FUTURE DOCS – start nowej platformy kreatywnych spotkań dokumentalistów i aktywistów
- 2020 – Helsińska Fundacja Praw Człowieka została wyłącznym organizatorem Festiwalu
- 2021 – dyrektorem festiwalu został Tadeusz Strączek

## Geneza nazwy Festiwalu
Tak o wyborze nazwy piszą organizatorzy:
„W rozwoju społeczeństwa obywatelskiego wielką rolę odgrywają organizacje pozarządowe (NGOs), w tym także te, które „patrzą władzy na ręce”. Tego typu organizacje nazywane są angielskim terminem „watchdog” (pies stróżujący). Gra słów „watchdog” i „watch docs” (oglądaj filmy dokumentalne) skłoniła nas do uzupełnienia nazwy festiwalu o logotyp psa.”.